# Makroni
Makroni ili Makronen je vrsta prehrambenog proizvoda, srodnog keksu.

## Opis
Dobiva ga se od bjelanjaka jajeta (moguće je dodati žumanjak), i šećera,  može se, ali ne mora dodati i lupinasto voće ili ine sjemenke koje su bogate bjelančevinama odnosno odgovarajuće sirove mase persipana ili marcipana. 
Pri pravljenju ovog prehrambenog proizvoda dopušteno je dodati do 3% mlinskih proizvoda i/ili škroba.
U gotovom proizvodu smije biti najviše 5% vode.